# Lijst van nummer 1-hits in de 3FM Mega Top 50 in 2001
Deze hits stonden in 2001 op nummer 1 in de Mega Top 100, de hitlijst van de Nederlandse radiozender 3FM.
| Datum        | Artiest                          | Titel                        |
| ------------ | -------------------------------- | ---------------------------- |
| 6 januari    | LeAnn Rimes                      | Can't Fight the Moonlight    |
| 13 januari   | LeAnn Rimes                      | Can't Fight the Moonlight    |
| 20 januari   | Jennifer Lopez                   | Love Don't Cost a Thing      |
| 27 januari   | Jennifer Lopez                   | Love Don't Cost a Thing      |
| 3 februari   | Outkast                          | Ms. Jackson                  |
| 10 februari  | Def Rhymz                        | Puf/Schudden                 |
| 17 februari  | Def Rhymz                        | Puf/Schudden                 |
| 24 februari  | Def Rhymz                        | Puf/Schudden                 |
| 3 maart      | Shaggy, Ricardo 'RikRok' Ducent  | It Wasn't Me                 |
| 10 maart     | Shaggy, Ricardo 'RikRok' Ducent  | It Wasn't Me                 |
| 17 maart     | Shaggy, Ricardo 'RikRok' Ducent  | It Wasn't Me                 |
| 24 maart     | Shaggy, Ricardo 'RikRok' Ducent  | It Wasn't Me                 |
| 31 maart     | Shaggy, Ricardo 'RikRok' Ducent  | It Wasn't Me                 |
| 7 april      | Shaggy, Ricardo 'RikRok' Ducent  | It Wasn't Me                 |
| 14 april     | Starmaker                        | Damn (I Think I love You)    |
| 21 april     | Starmaker                        | Damn (I Think I love You)    |
| 28 april     | Starmaker                        | Damn (I Think I love You)    |
| 5 mei        | Starmaker                        | Damn (I Think I love You)    |
| 12 mei       | Starmaker                        | Damn (I Think I love You)    |
| 19 mei       | One Day Fly                      | I Wanna Be a One Day Fly     |
| 26 mei       | One Day Fly                      | I Wanna Be a One Day Fly     |
| 2 juni       | One Day Fly                      | I Wanna Be a One Day Fly     |
| 9 juni       | One Day Fly                      | I Wanna Be a One Day Fly     |
| 16 juni      | Atomic Kitten                    | Whole Again                  |
| 23 juni      | Shaggy, Rayvon                   | Angel                        |
| 30 juni      | Shaggy, Rayvon                   | Angel                        |
| 7 juli       | Shaggy, Rayvon                   | Angel                        |
| 14 juli      | Shaggy, Rayvon                   | Angel                        |
| 21 juli      | Shaggy, Rayvon                   | Angel                        |
| 28 juli      | Shaggy, Rayvon                   | Angel                        |
| 4 augustus   | Shaggy, Rayvon                   | Angel                        |
| 11 augustus  | U2                               | Elevation                    |
| 18 augustus  | Herman Brood                     | My Way                       |
| 25 augustus  | Herman Brood                     | My Way                       |
| 1 september  | Herman Brood                     | My Way                       |
| 8 september  | Alicia Keys                      | Fallin'                      |
| 15 september | Alicia Keys                      | Fallin'                      |
| 22 september | Alicia Keys                      | Fallin'                      |
| 29 september | Alicia Keys                      | Fallin'                      |
| 6 oktober    | Alicia Keys                      | Fallin'                      |
| 13 oktober   | Kylie Minogue                    | Can't Get You Out of My Head |
| 20 oktober   | Kylie Minogue                    | Can't Get You Out of My Head |
| 27 oktober   | Kylie Minogue                    | Can't Get You Out of My Head |
| 3 november   | Kylie Minogue                    | Can't Get You Out of My Head |
| 10 november  | Kylie Minogue                    | Can't Get You Out of My Head |
| 17 november  | De Poema's                       | Zij Maakt Het Verschil       |
| 24 november  | De Poema's                       | Zij Maakt Het Verschil       |
| 1 december   | Sita                             | Happy                        |
| 8 december   | Sita                             | Happy                        |
| 15 december  | Gigi D'Agostino                  | L'Amour Toujours             |
| 22 december  | Gigi D'Agostino                  | L'Amour Toujours             |
| 29 december  | Geen 3fm Mega Top 100 verschenen |                              |